# Celle-Lexikon
Das Celle-Lexikon, Untertitel von Abbensen bis Zwische, ist ein Nachschlagewerk zur Geschichte in und um die niedersächsische Stadt Celle. Für das von dem Lokalhistoriker RWLE Möller verfasste und 1987 in Hildesheim in der August Lax Verlagsbuchhandlung erschienene Lexikon schrieb der Sozialwissenschaftler Rainer Marwedel das Vorwort.
RWLE Möller galt insbesondere durch das von ihm verfasste erste Lexikon über Celle in den 1980er Jahren als „Nestbeschmutzer“ seiner Heimatstadt, wie Oskar Ansull die Verlautbarungen der Celler Honoratioren einmal zusammenfasste. Denn neben einer alphabetisch geordneten „Inventur“ zur Historie zeigte Möller insbesondere die Täter und Mitläufer aus der Zeit des Nationalsozialismus ab 1933 und „bis weit nach 1945“ auf, was „für die alten Seilschaften“ und „die noch lebenden Zeitgenossen dieser Jahre unangenehm war.“ Möllers Lexikon und die damit verbundene Aufklärungsarbeit, die später durch RWLE Möller-Stiftung ihre Fortsetzung fand, bezeichnete Oskar Ansull als „Glücksfall“ für die alte Heidestadt.
Die Deutsche Nationalbibliothek beschrieb das Celle-Lexikon in ihrem Katalog auch als Wörterbuch zu den Sachgruppen Geographie, Heimat- und Länderkunde, Reisen und Bibliographien. Das Lexikon erhielt die ISBN 978-3-7848-4039-0 und die ISBN 3-7848-4039-6.
Nachfolger des Celle-Lexikons wurde die von RWLE Möller und dessen Schulfreund Bernd Polster als Überarbeitung des Lexikons begonnene und Ende 2003 über die Cellesche Zeitung erschienene Schrift Celle. Das Stadtbuch., Untertitel Stadtgeschichte aus einer anderen Perspektive.